# La Dictée magique
 (mars 2011).
Si vous disposez d'ouvrages ou d'articles de référence ou si vous connaissez des sites web de qualité traitant du thème abordé ici, merci de compléter l'article en donnant les références utiles à sa vérifiabilité et en les liant à la section « Notes et références ».

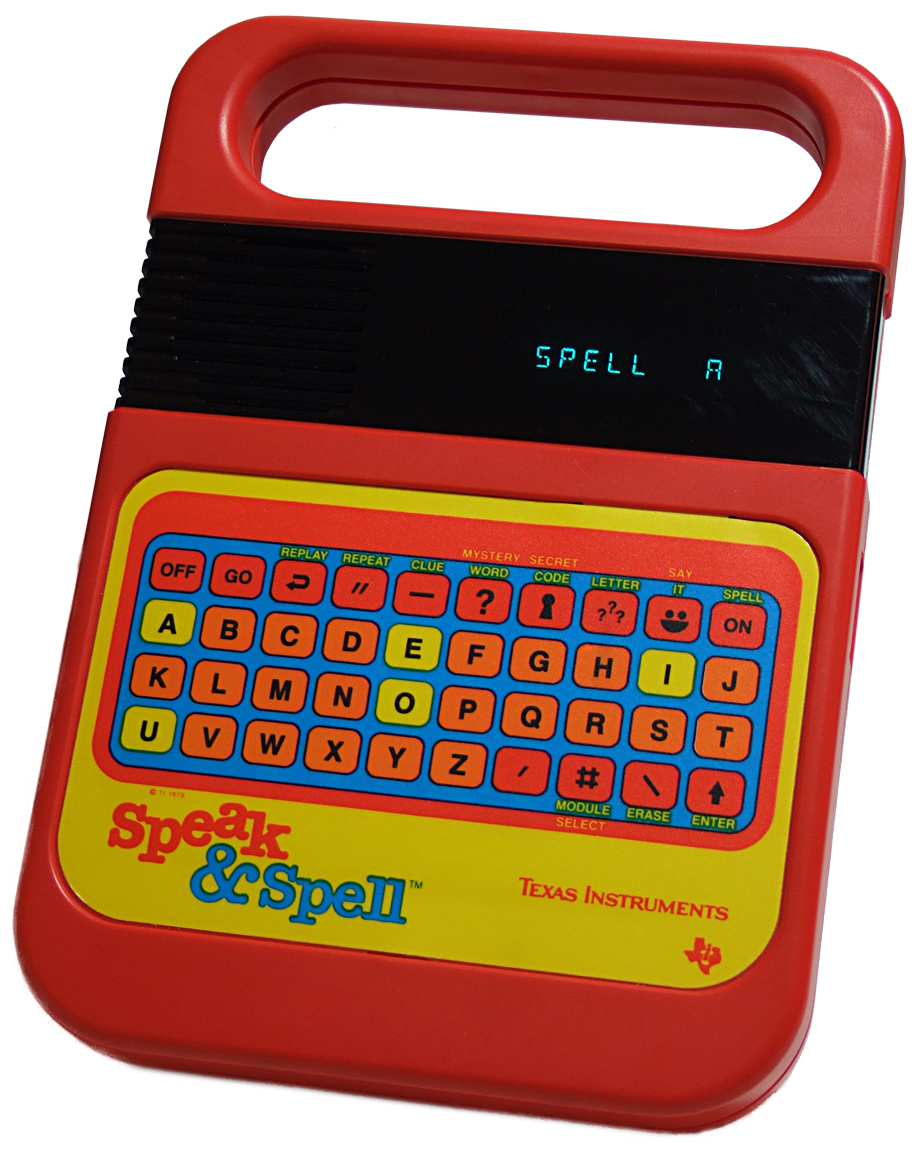
Version anglaise de la dictée magique.

La Dictée magique (Speak & Spell en anglais) est un jeu électronique éducatif produit par la société Texas Instruments, en 1978,.
En France, c'est le linguiste Jacques Capelovici, alors connu pour son rôle d'arbitre, Maître Capello, aux Jeux de 20 heures, qui participe à l'élaboration de la bibliothèque de base de 142 mots, répartis en 4 niveaux de difficulté, et plus tard celles de modules supplémentaires, dont un consacré aux mots réputés difficiles. 
En 1981, le produit est présenté par Grichka Bogdanoff dans Temps X sur TF1,.
Il est un des premiers produits grand public à utiliser la synthèse vocale, pour un coût relativement bas, et a ouvert la voie aux traducteurs « vocaux » de poche.

## Système de jeu
La Dictée magique comprend plusieurs modes de jeu aidant à l'apprentissage de l'alphabet et de l'orthographe :
- Épelle est le jeu principal. Après la sélection du niveau de difficulté (allant de A à D), l'ordinateur demande au joueur d'épeler un premier mot, sélectionné aléatoirement, en utilisant le clavier. En cas d'erreur, le joueur dispose d'un deuxième essai. Puis, l'ordinateur passe au mot suivant... A l'issue de la série de dix mots, l'ordinateur annonce le nombre de réponses correctes et inexactes. Si le joueur obtient 10 sur 10, l'ordinateur le félicite d'un « Bravo, c'est parfait ! ».
- Mot mystère est un jeu du pendu où le joueur doit trouver le mot mystère en moins de 7 essais.
- Dis-le est un mode où l'ordinateur fait tout d'abord défiler un par un à l'écran une liste de 10 mots tout en les prononçant et invitant le joueur à les répéter pour bien les assimiler. Le jeu se poursuit ensuite en mode Épelle classique avec la série de mots qui vient d'être annoncée.
- Lettre fait prononcer à l'ordinateur une lettre aléatoire qu'il affiche à l'écran ou celles qui sont tapées sur le clavier.
- Code secret est une fonction permettant au joueur de « cacher » les mots saisis au clavier par un système de code de César.

## Extensions
Il est possible d'ajouter un module d'extension, qui enrichit l'appareil d'une liste de mots additionnels. Les modules étrangers du Speak & Spell sont utilisables sur la version française de La Dictée magique, il est ainsi possible de jouer avec des mots anglais ; les phrases de contrôle restent en français. 

## Héritage
La Dictée magique a connu plusieurs évolutions (changements cosmétiques ou matériels) et a inspiré toute une gamme de jeux éducatifs : Les Maths magiques (Speak & Math), Le Calcul magique, Le Livre magique (Speak & Read), La Super Dictée magique, etc.
L'émulateur MAME émule Speak & Spell et sa version française La Dictée magique.
En 2019, la société Basic Fun! annonce la commercialisation d'une réédition modernisée du Speak & Spell. Le matériel est amélioré et un écran LCD remplace désormais l'afficheur fluorescent, la synthèse vocale fait place à des voix enregistrées et des instructions plus détaillés, mais le design reste le plus fidèle possible à celui de la version des années 80.

### Références dans la culture populaire

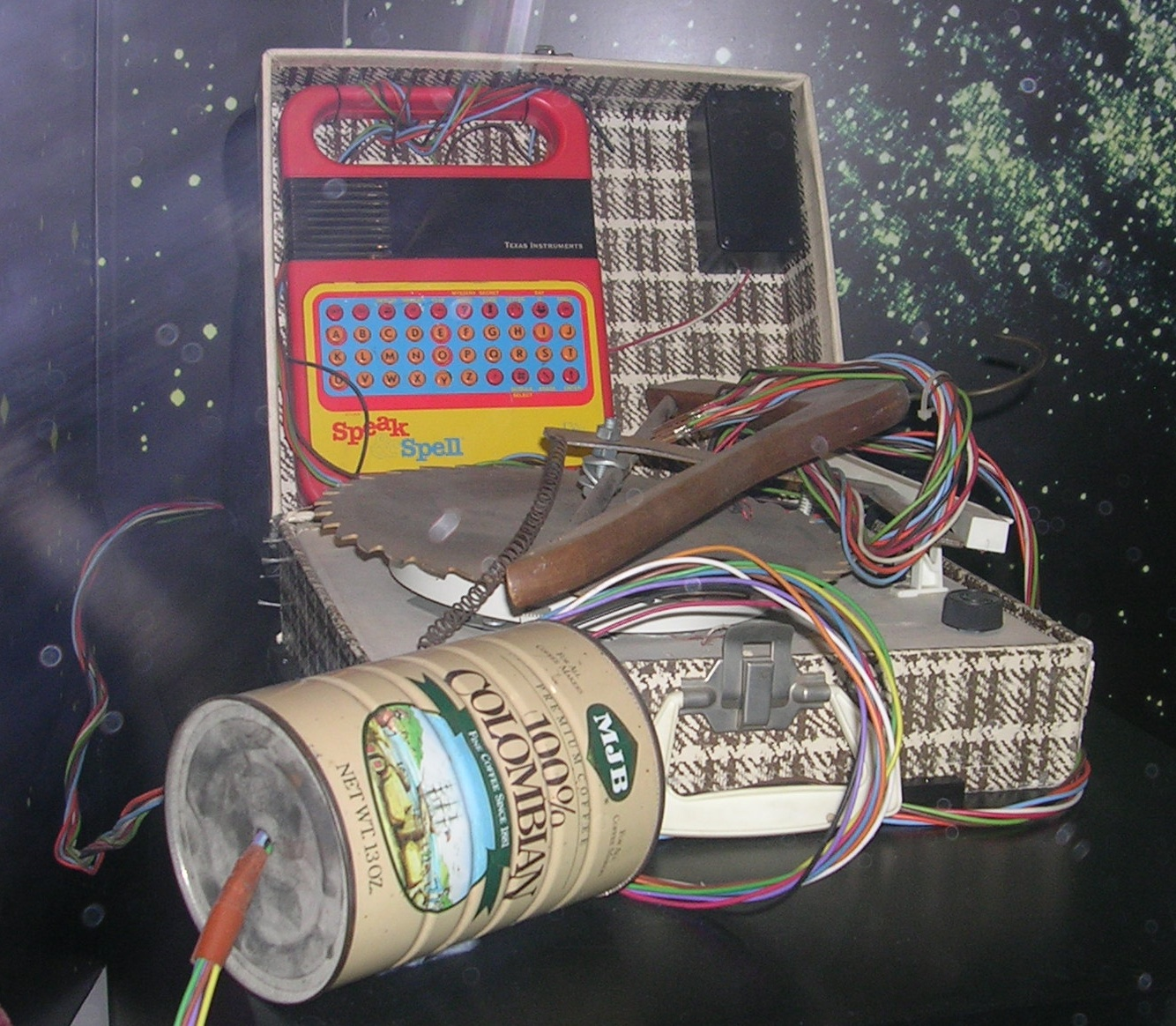
Appareil qu'utilise E.T pour communiquer avec sa planète.